# Nd:YAG-laser
Nd:YAG is een acroniem voor "neodymium-gedoteerd YAG-kristal" (Nd:Y3Al5O12), waarbij YAG staat voor yttrium-aluminium-granaat, en is een scheikundige verbinding die wordt gebruikt als actief lasermedium voor bepaalde vastestoflasers.
Nd:YAG lasers emitteren licht met een golflengte van 1064 nm, in het infrarood. Van dit type zijn er ook lasers op 940, 1120, 1320, en 1440 nm. 

## Werking
Het kristal bevat een lage concentratie neodymium, typisch 1%. De Nd3+-ionen zijn chemisch nauw verwant aan de yttriumionen en kunnen die daarom gemakkelijk in het rooster vervangen.

YAG-lasers worden optisch gepompt. Dat wil zeggen dat er naast het staafvormige kristal een aantal sterke lampen (xenon voor gepulste of krypton voor continue) aangebracht zijn die het kristal bestralen met gewoon licht. Tegenwoordig gebruikt men in plaats van lampen ook laserdiodes.
Het neodymium-ion bezit anders dan het yttrium-ion een onvolledig gevulde 4f-schil en er zijn een aantal overgangen mogelijk naar aangeslagen toestanden met een hogere energie, waarbij de 4f-elektronen een wat andere golffunctie bezetten.
Deze energietoestanden vormen een stelsel van vier toestanden. Het licht van de pomp-lampen wordt geabsorbeerd en een 4f-elektron gaat van de grondtoestand in een aangeslagen toestand over. Deze toestand geeft een deel van zijn energie stralingsloos (als warmte) af en vervalt naar een 4F3/2 toestand. Deze toestand heeft een wat langere levensduur en vervalt naar een vierde toestand, de 4I11/2. De laatste vervalt weer snel stralingsloos naar de grondtoestand en is daarom grotendeels onbezet. Daarom kan het aantal neodymiumionen met een 4F3/2 toestand (met hogere energie) gemakkelijk groter zijn dan met een lagere 4I11/2 toestand. Deze omgekeerde bezetting is ideaal voor het lasen, omdat een door verval van 4F3/2 → 4I11/2 vrijgekomen foton gemakkelijk andere 4F3/2–toestanden kan stimuleren ook te vervallen.
Door die vier niveaus is de Nd:YAG laser veel efficiënter dan een laser met drie niveaus zoals robijn Cr:Al2O3.
De golflengte van de vrijgekomen straling ligt in het nabije infrarood (1064 nm). De YAG-laser is een bijzonder efficiënte laser, die gemakkelijk 1000 watt aan 1064 nm kan leveren. Het is daarom mogelijk met behulp van niet-lineaire optica een frequentie-verdubbeling te bewerkstelligen en zo een groene bundel van 532 nm te verkrijgen. Verdrievoudiging is ook mogelijk.

## Toepassingen
De Nd:YAG laser wordt in de industrie veel toegepast om metalen te lassen, te snijden en te boren.
De Nd:YAG laser wordt in de oogheelkunde veel toegepast om in het menselijk oog een vlies te doorboren. In de KNO-heelkunde wordt de Nd:YAG laser gebruikt om bloedvaten te coaguleren.
- Tandheelkunde
- Laserlassen

De Nd:YAG laser wordt o.a. gebruikt in de "targeting pod" van het LANTIRN-systeem.

(LANTIRN = "Low Altitude Navigation and Targeting InfraRed for Night")

Deze doelaanwijs-pod of gondel wordt gemonteerd op gevechtsvliegtuigen zoals de F-16. Door middel van de Nd:YAG-laser worden gronddoelwitten aangeduid zodat precisiewapens perfect naar hun objectief geleid worden.
Zoals reeds aangehaald, heeft de laser een golflengte van 1064 nm. Deze golflengte is uitermate schadelijk voor het menselijk oog. Daarom gebruikt men tijdens trainingen in vredestijd een "eye safe" golflengte van 1540 nm. Deze golflengte verkrijgt men door middel van een KTP-kristal. Het nadeel van deze 'oogveilige' golflengte is dat het een minder grote dracht heeft.
Zowel de Belgische als de Nederlandse luchtmacht hebben deze "targeting pods" op een aantal van hun F-16 gevechtsvliegtuigen gemonteerd.
Voor bijkomende informatie: Air Force Link - Fact Sheet: LANTIRN

### Tatoeage verwijderen
Zeer goede resultaten worden met de Nd:YAG-laser bereikt bij het verwijderen van tatoeages. Kunstmatig ingebracht pigment én natuurlijk melanine (pigmentvlekken) worden door het laserlicht tot heel kleine stukjes geschoten. Een groot deel van het pigment wordt direct afgestoten tijdens de behandeling. Een deel wordt afgestoten tijdens korstvorming en wondgenezing en een deel wordt opgenomen door het lymfesysteem en verlaat zo het lichaam. In de regel zijn vier behandelingen nodig voor een acceptabel resultaat.